# IV Serie 1956-1957
La Quarta Serie 1956-1957 fu la quinta edizione di questa categoria calcistica italiana, e il nono campionato interregionale disputato nel Belpaese.
Il regolamento prevedeva otto raggruppamenti da diciotto squadre, 144 in totale, ciascuno dei quali metteva in palio un posto per le finali nazionali che avrebbero dato accesso alla Serie C a sole 3 squadre, mentre erano ben dodici le posizioni comportanti la semiretrocessione prevista dalla riforma del campionato.

## Stagione

### Progetti di riforma
Fin dalla sua genesi risalente al Lodo Barassi, la principale critica alla struttura del campionato di IV Serie era stata quella di non garantire la promozione ai vincitori dei suoi gironi. Se i gironcini da poche squadre che caratterizzavano molte categorie calcistiche dell'anteguerra potevano essere percepiti come una prima fase di un torneo più vasto, i gironi da 16 o addirittura 18 squadre su cui si basava la Quarta Serie erano visti come campionati in sé e per sé, e le successive finali erano quindi vissute come un'ingiustizia verso chi aveva chiuso al primo posto la stagione regolare.
Se il problema era quindi l'enorme scalone fra la IV Serie e la Serie C, la possibile soluzione era però duplice: o restringere la categoria inferiore, o allargare quella superiore, e su queste due strade opposte si verificò un aspro confronto all'interno della FIGC. Due erano quindi i progetti in campo:
- un progetto Berretti presentato ufficialmente al Consiglio Nazionale delle Leghe della FIGC il 14 aprile 1956 dal presidente della Lega Nazionale IV Serie, Dante Berretti,[2] il quale prevedeva una riforma interna della IV Serie. Mantenendo inalterate infatti le categorie della Divisione Nazionale, gli otto gironi della Quarta Serie sarebbero stati separati su due livelli: uno superiore chiamato IV Serie d'Eccellenza che avrebbe raccolto due gironi, ed uno inferiore di Seconda Categoria composto dai restanti sei raggruppamenti. Il progetto prevedeva la promozione diretta per le prime classificate di tutti i campionati, anche se per il passaggio da una lega all'altra, sia dalle Leghe Regionali alla Lega IV Serie che dalla Lega IV Serie alla Lega Nazionale, era richiesto il soddisfacimento di ulteriori requisiti legali, economici ed infrastrutturali.
- un progetto Barassi-Giulini prefigurato nella seduta del Consiglio delle Leghe del 17 giugno,[3][4] il quale prevedeva lo sdoppiamento della Serie C e la riduzione della IV Serie su sei gironi. Anche in questo caso la promozione delle capoclassifica sarebbe stata assicurata. Fortemente sostenuto dalla Lega Nazionale, questo schema aveva la chiara finalità di portare i tre campionati professionistici italiani a copiare la struttura dell'epoca della Football League inglese.[5]

Lo scontro fra i sostenitori dei due progetti fu molto acceso: il nodo del contendere era ovviamente la creazione di quel campionato d'eccellenza che era visto come un pericoloso concorrente di pubblico dalle società di Serie C, e quindi dalla Lega Nazionale, mentre era stato concepito come la propria miglior vetrina dalla Lega di IV Serie. Lo stallo si protrasse fin dopo l'inizio del campionato stesso, tanto che l'approvazione del progetto definitivo da parte del Consiglio Nazionale delle Leghe giunse solo il 20 ottobre: ad imporsi fu una variante del disegno di Berretti con tre gironi di eccellenza, e venne quindi deciso che solo le classificate entro il sesto posto in graduatoria sarebbero scampate alla retrocessione nel nuovo campionato interregionale, mentre il sì della Serie C fu strappato rinunciando fin dall'inizio a una delle promozioni. Clamorosamente tuttavia, quella della Lega di IV Serie si rivelerà solo una vittoria di Pirro: nel 1957, con un colpo di mano, il Consiglio Federale della FIGC rimischierà di nuovo le carte, reimponendo il progetto portato avanti da Barassi e Giulini.

### Aggiornamenti
- L'A.C. Beretta di Gardone Val Trompia si è sciolta e ne è stato liquidato il titolo sportivo; al suo posto è stato riammesso il Foot-Ball Club Veloce 1910.
- A seguito della mancata designazione di due promuovende dalla Lega Regionale Veneta sono stati riammessi in IV Serie per completamento organico il Marzotto Manerbio e l'Associazione Calcio Carpi.
- A seguito della mancata designazione di una promuovenda dalla Lega Regionale Tridentina è stata riammessa per completamento organico l'A.C. Schio.

## Girone A

### Classifica finale
La Wild and Company era una società di Novara, l'A.S. Cenisia di Torino.
|  | Pos. | Squadra         | Pt | G  | V  | N  | P  | GF | GS |
|  | ---- | --------------- | -- | -- | -- | -- | -- | -- | -- |
|  | 1.   | Pro Vercelli    | 48 | 34 | 22 | 4  | 8  | 69 | 29 |
|  | 2.   | Cenisia         | 47 | 34 | 21 | 5  | 8  | 67 | 41 |
|  | 3.   | Cuneo           | 46 | 34 | 19 | 8  | 7  | 66 | 34 |
|  | 4.   | Casale          | 43 | 34 | 16 | 11 | 7  | 53 | 34 |
|  | 5.   | Corbetta        | 42 | 34 | 19 | 4  | 11 | 61 | 36 |
|  | 6.   | Novese          | 41 | 34 | 14 | 13 | 7  | 52 | 32 |
|  | 7.   | Sestrese        | 38 | 34 | 17 | 4  | 13 | 46 | 43 |
|  | 8.   | Asti            | 37 | 34 | 16 | 5  | 13 | 48 | 34 |
|  | 9.   | Entella         | 36 | 34 | 14 | 8  | 12 | 48 | 45 |
|  | 10.  | Ivrea           | 35 | 34 | 14 | 7  | 13 | 44 | 43 |
|  | 11.  | Sammargheritese | 33 | 34 | 15 | 3  | 16 | 45 | 55 |
|  | 12.  | Veloce Savona   | 32 | 34 | 12 | 8  | 14 | 49 | 51 |
|  | 13.  | Pinerolo        | 31 | 34 | 11 | 9  | 14 | 56 | 50 |
|  | 14.  | Vogherese       | 30 | 34 | 10 | 10 | 14 | 52 | 63 |
|  | 15.  | Vado            | 29 | 34 | 10 | 9  | 15 | 43 | 65 |
|  | 16.  | Rapallo Ruentes | 27 | 34 | 11 | 5  | 18 | 54 | 61 |
|  | 17.  | Fossanese       | 10 | 34 | 3  | 4  | 27 | 24 | 95 |
|  | 18.  | Wild & Co.      | 7  | 34 | 1  | 5  | 28 | 25 | 91 |

Legenda:
      Qualificato alla fase finale.
Le squadre giunte dal primo al quinto posto sono state ammesse all'Interregionale di Prima Categoria.
      Retrocesso nell'Interregionale di Seconda Categoria.
Regolamento:
Due punti a vittoria, uno a pareggio, zero a sconfitta.
Pari merito in caso di pari punti.

## Girone B

### Classifica finale
|  | Pos. | Squadra           | Pt | G  | V  | N  | P  | GF | GS |
|  | ---- | ----------------- | -- | -- | -- | -- | -- | -- | -- |
|  | 1.   | Marzoli Palazzolo | 54 | 34 | 23 | 8  | 3  | 64 | 22 |
|  | 2.   | Fanfulla          | 47 | 34 | 17 | 13 | 4  | 60 | 24 |
|  | 3.   | Piacenza          | 45 | 34 | 17 | 11 | 6  | 57 | 28 |
|  | 4.   | Varese            | 44 | 34 | 16 | 12 | 6  | 42 | 23 |
|  | 5.   | Snia Varedo       | 43 | 34 | 15 | 13 | 6  | 42 | 27 |
|  | 6.   | Gallaratese       | 42 | 34 | 16 | 10 | 8  | 56 | 39 |
|  | 7.   | Verbania Sportiva | 39 | 34 | 15 | 9  | 10 | 50 | 42 |
|  | 8.   | Melzo             | 36 | 34 | 12 | 12 | 10 | 46 | 45 |
|  | 9.   | Seregno           | 32 | 34 | 12 | 8  | 14 | 38 | 40 |
|  | 10.  | Saronno           | 29 | 34 | 10 | 9  | 15 | 35 | 50 |
|  | 10.  | Falck e Arcore    | 29 | 34 | 11 | 7  | 16 | 38 | 54 |
|  | 12.  | Meda              | 27 | 34 | 10 | 7  | 17 | 25 | 41 |
|  | 13.  | Cantù             | 26 | 34 | 10 | 6  | 18 | 35 | 52 |
|  | 14.  | Crema             | 25 | 34 | 8  | 9  | 17 | 41 | 59 |
|  | 14.  | Vis Nova          | 25 | 34 | 9  | 7  | 18 | 42 | 62 |
|  | 16.  | Malnatese         | 24 | 34 | 6  | 12 | 16 | 42 | 61 |
|  | 17.  | Pro Sesto         | 23 | 34 | 7  | 9  | 18 | 28 | 49 |
|  | 18.  | Rhodense          | 22 | 34 | 9  | 4  | 21 | 32 | 55 |

Legenda:
      Qualificato alla fase finale.
Le squadre giunte dal primo al quinto posto sono state ammesse all'Interregionale di Prima Categoria.
      Retrocesso nell'Interregionale di Seconda Categoria.
Regolamento:
Due punti a vittoria, uno a pareggio, zero a sconfitta.
Pari merito in caso di pari punti.

## Girone C

### Classifica finale
L'A.S. Hellas era una società di Verona (fusasi qualche anno dopo con l'A.C. Verona), l'U.C. Casalese 1909 di Casalmaggiore (CR).
|  | Pos. | Squadra              | Pt | G  | V  | N  | P  | GF | GS |
|  | ---- | -------------------- | -- | -- | -- | -- | -- | -- | -- |
|  | 1.   | Sarom Ravenna        | 58 | 34 | 27 | 4  | 3  | 83 | 21 |
|  | 2.   | Ozo Mantova          | 46 | 34 | 19 | 8  | 7  | 51 | 26 |
|  | 3.   | Falck Vobarno        | 42 | 34 | 14 | 14 | 6  | 53 | 35 |
|  | 4.   | Hellas               | 41 | 34 | 16 | 9  | 9  | 57 | 30 |
|  | 4.   | Marzotto Manerbio    | 41 | 34 | 14 | 13 | 7  | 52 | 41 |
|  | 6.   | Mogliese             | 39 | 34 | 16 | 7  | 11 | 52 | 39 |
|  | 7.   | Carpi                | 37 | 34 | 14 | 9  | 11 | 41 | 38 |
|  | 8.   | Faenza               | 35 | 34 | 13 | 9  | 12 | 43 | 40 |
|  | 9.   | Forlì                | 34 | 34 | 12 | 10 | 12 | 56 | 47 |
|  | 10.  | Pellizzari Arzignano | 31 | 34 | 13 | 5  | 16 | 64 | 66 |
|  | 10.  | Baracca Lugo         | 31 | 34 | 13 | 5  | 16 | 52 | 61 |
|  | 10.  | Casalecchio          | 31 | 34 | 10 | 11 | 13 | 37 | 47 |
|  | 13.  | Audace SME           | 28 | 34 | 11 | 6  | 17 | 45 | 59 |
|  | 13.  | Aurora Travagliato   | 28 | 34 | 8  | 12 | 14 | 36 | 59 |
|  | 15.  | Casalese             | 25 | 34 | 9  | 7  | 18 | 26 | 50 |
|  | 16.  | Bondenese            | 24 | 34 | 8  | 8  | 18 | 40 | 61 |
|  | 17.  | Schio                | 22 | 34 | 9  | 4  | 21 | 27 | 56 |
|  | 18.  | Fidenza (-1)         | 18 | 34 | 5  | 9  | 20 | 40 | 79 |

Legenda:
      Qualificato alla fase finale.
Le squadre giunte dal primo al quinto posto sono state ammesse all'Interregionale di Prima Categoria.
      Retrocesso nell'Interregionale di Seconda Categoria.
Regolamento:
Due punti a vittoria, uno a pareggio, zero a sconfitta.
Pari merito in caso di pari punti.
Note:
Il Forlì è poi stato riammesso nell'Interregionale di Prima Categoria.
Il Fidenza è stato penalizzato con la sottrazione di 1 punto in classifica.

## Girone D

### Classifica finale
L'U.S. Clodia era una società di Chioggia (VE), l'A.S. Cividalese di Cividale del Friuli (UD).
|  | Pos. | Squadra                    | Pt | G  | V  | N  | P  | GF | GS |
|  | ---- | -------------------------- | -- | -- | -- | -- | -- | -- | -- |
|  | 1.   | Belluno                    | 49 | 34 | 20 | 9  | 5  | 50 | 24 |
|  | 2.   | Pro Gorizia                | 46 | 34 | 20 | 6  | 8  | 61 | 26 |
|  | 3.   | CRDA Monfalcone            | 44 | 34 | 16 | 12 | 6  | 45 | 23 |
|  | 3.   | Vittorio Veneto            | 44 | 34 | 18 | 8  | 8  | 48 | 34 |
|  | 5.   | Pordenone                  | 40 | 34 | 14 | 12 | 8  | 52 | 37 |
|  | 5.   | Travalin Dolo              | 40 | 34 | 14 | 12 | 8  | 50 | 36 |
|  | 7.   | Bassano                    | 39 | 34 | 12 | 15 | 7  | 45 | 33 |
|  | 8.   | Bolzano                    | 38 | 34 | 15 | 8  | 11 | 71 | 47 |
|  | 9.   | Merano                     | 34 | 34 | 12 | 10 | 12 | 41 | 48 |
|  | 10.  | CRAL SAVA                  | 33 | 34 | 11 | 11 | 12 | 54 | 41 |
|  | 11.  | Ponziana                   | 32 | 34 | 12 | 8  | 14 | 44 | 46 |
|  | 12.  | Rovereto                   | 30 | 34 | 11 | 8  | 15 | 42 | 40 |
|  | 12.  | Sacilese                   | 30 | 34 | 10 | 10 | 14 | 43 | 46 |
|  | 14.  | Trento                     | 27 | 34 | 7  | 13 | 14 | 28 | 46 |
|  | 15.  | Cividalese                 | 26 | 34 | 12 | 2  | 20 | 45 | 64 |
|  | 16.  | Clodia (-1)                | 25 | 34 | 9  | 8  | 17 | 33 | 62 |
|  | 17.  | Portogruaro                | 19 | 34 | 5  | 9  | 20 | 36 | 70 |
|  | 18.  | Itala Montiglio Compensati | 15 | 34 | 6  | 3  | 25 | 20 | 85 |

Legenda:
      Qualificato alla fase finale.
Le squadre giunte dal primo al quinto posto sono state ammesse all'Interregionale di Prima Categoria.
      Retrocesso nell'Interregionale di Seconda Categoria.
Regolamento:
Due punti a vittoria, uno a pareggio, zero a sconfitta.
Pari merito in caso di pari punti.
Note:
Il Clodia ha scontato 1 punto di penalizzazione in classifica.

## Girone E

### Classifica finale
|  | Pos. | Squadra          | Pt | G  | V  | N  | P  | GF | GS |
|  | ---- | ---------------- | -- | -- | -- | -- | -- | -- | -- |
|  | 1.   | Anconitana       | 50 | 34 | 20 | 10 | 4  | 60 | 26 |
|  | 2.   | Carrarese        | 49 | 34 | 19 | 11 | 4  | 57 | 20 |
|  | 3.   | Spezia           | 44 | 34 | 20 | 4  | 10 | 62 | 36 |
|  | 4.   | Arezzo           | 43 | 34 | 16 | 11 | 7  | 63 | 43 |
|  | 5.   | Lucchese         | 41 | 34 | 17 | 7  | 10 | 53 | 39 |
|  | 6.   | Solvay Rosignano | 38 | 34 | 14 | 10 | 10 | 46 | 36 |
|  | 7.   | Viareggio        | 35 | 34 | 13 | 9  | 12 | 39 | 38 |
|  | 8.   | Montecatini      | 34 | 34 | 12 | 10 | 12 | 48 | 48 |
|  | 9.   | Fano             | 33 | 34 | 11 | 11 | 12 | 33 | 39 |
|  | 10.  | Labrone Livorno  | 31 | 34 | 12 | 7  | 15 | 35 | 45 |
|  | 11.  | Pistoiese        | 30 | 34 | 12 | 6  | 16 | 35 | 40 |
|  | 11.  | Jesi             | 30 | 34 | 9  | 12 | 13 | 42 | 51 |
|  | 13.  | Vigor Senigallia | 29 | 34 | 11 | 7  | 16 | 41 | 56 |
|  | 13.  | Pontedera        | 29 | 34 | 10 | 9  | 15 | 38 | 53 |
|  | 13.  | Empoli           | 29 | 34 | 10 | 9  | 15 | 40 | 49 |
|  | 16.  | Piombino         | 27 | 34 | 9  | 9  | 16 | 40 | 53 |
|  | 17.  | Sestese          | 25 | 34 | 9  | 7  | 18 | 35 | 56 |
|  | 18.  | Cecina           | 15 | 34 | 4  | 7  | 23 | 20 | 59 |

Legenda:
      Qualificato alla fase finale.
Le squadre giunte dal primo al quinto posto sono state ammesse all'Interregionale di Prima Categoria.
      Retrocesso nell'Interregionale di Seconda Categoria.
Regolamento:
Due punti a vittoria, uno a pareggio, zero a sconfitta.
Pari merito in caso di pari punti.

## Girone F

### Classifica finale
|  | Pos. | Squadra                     | Pt | G  | V  | N  | P  | GF | GS |
|  | ---- | --------------------------- | -- | -- | -- | -- | -- | -- | -- |
|  | 1.   | Chinotto Neri               | 50 | 34 | 20 | 10 | 4  | 59 | 30 |
|  | 2.   | Federconsorzi               | 48 | 34 | 19 | 10 | 5  | 57 | 28 |
|  | 3.   | Foligno                     | 45 | 34 | 20 | 5  | 9  | 58 | 29 |
|  | 4.   | BPD Colleferro              | 42 | 34 | 15 | 12 | 7  | 52 | 26 |
|  | 5.   | Gallura                     | 39 | 34 | 14 | 11 | 9  | 37 | 37 |
|  | 6.   | Iglesias                    | 38 | 34 | 13 | 12 | 9  | 54 | 45 |
|  | 7.   | Frosinone                   | 36 | 34 | 11 | 14 | 9  | 40 | 33 |
|  | 8.   | Città di Castello           | 35 | 34 | 12 | 11 | 11 | 40 | 39 |
|  | 8.   | Romulea                     | 35 | 34 | 11 | 13 | 10 | 43 | 42 |
|  | 10.  | Tivoli                      | 33 | 34 | 11 | 11 | 12 | 41 | 38 |
|  | 10.  | Ternana                     | 33 | 34 | 11 | 11 | 12 | 42 | 52 |
|  | 12.  | Torres                      | 31 | 34 | 10 | 11 | 13 | 45 | 44 |
|  | 13.  | Montevecchio                | 30 | 34 | 12 | 6  | 16 | 35 | 45 |
|  | 14.  | Perugia                     | 28 | 34 | 10 | 8  | 16 | 51 | 56 |
|  | 15.  | Bastia                      | 27 | 34 | 8  | 11 | 15 | 37 | 47 |
|  | 15.  | Sansepolcro                 | 27 | 34 | 9  | 9  | 16 | 34 | 48 |
|  | 17.  | Spes Roma                   | 21 | 34 | 7  | 7  | 20 | 36 | 63 |
|  | 18.  | F. Di Biagio Terracina (-1) | 13 | 34 | 5  | 4  | 25 | 28 | 87 |

Legenda:
      Qualificato alla fase finale.
Le squadre giunte dal primo al quinto posto sono state ammesse all'Interregionale di Prima Categoria.
      Retrocesso nell'Interregionale di Seconda Categoria.
Regolamento:
Due punti a vittoria, uno a pareggio, zero a sconfitta.
Pari merito in caso di pari punti.
Note:
La Terracinese ha scontato 1 punto di penalizzazione in classifica.
Il Frosinone è stato poi riammesso nella Prima Categoria Interregionale.

## Girone G

### Classifica finale
|  | Pos. | Squadra                 | Pt | G  | V  | N  | P  | GF | GS |
|  | ---- | ----------------------- | -- | -- | -- | -- | -- | -- | -- |
|  | 1.   | Lecce                   | 49 | 34 | 21 | 7  | 6  | 69 | 33 |
|  | 2.   | Chieti                  | 48 | 34 | 18 | 12 | 4  | 49 | 20 |
|  | 3.   | Foggia                  | 47 | 34 | 19 | 9  | 6  | 63 | 25 |
|  | 4.   | Barletta                | 45 | 34 | 19 | 7  | 8  | 58 | 29 |
|  | 5.   | Pescara                 | 43 | 34 | 17 | 9  | 8  | 62 | 34 |
|  | 5.   | Audace Cerignola        | 43 | 34 | 18 | 7  | 9  | 54 | 21 |
|  | 7.   | L'Aquila                | 42 | 34 | 17 | 8  | 9  | 68 | 31 |
|  | 8.   | Giulianova              | 36 | 34 | 13 | 10 | 11 | 57 | 47 |
|  | 8.   | Sangiorgese             | 36 | 34 | 12 | 12 | 10 | 49 | 45 |
|  | 10.  | Teramo                  | 33 | 34 | 11 | 11 | 12 | 34 | 33 |
|  | 10.  | Campobasso              | 33 | 34 | 11 | 11 | 12 | 38 | 42 |
|  | 12.  | Incedit                 | 27 | 34 | 8  | 11 | 15 | 49 | 65 |
|  | 12.  | Melfi                   | 27 | 34 | 8  | 11 | 15 | 42 | 59 |
|  | 14.  | Trani                   | 25 | 34 | 7  | 11 | 16 | 39 | 59 |
|  | 15.  | Virtus Lanciano         | 22 | 34 | 7  | 8  | 19 | 36 | 66 |
|  | 16.  | Andria                  | 20 | 34 | 6  | 8  | 20 | 33 | 63 |
|  | 17.  | Annunziata Ceccano (-2) | 18 | 34 | 6  | 8  | 20 | 31 | 70 |
|  | 18.  | Sora                    | 16 | 34 | 3  | 10 | 21 | 23 | 92 |

Legenda:
      Qualificato alla fase finale.
Le squadre giunte dal primo al quinto posto sono state ammesse all'Interregionale di Prima Categoria.
      Retrocesso nell'Interregionale di Seconda Categoria.
Regolamento:
Due punti a vittoria, uno a pareggio, zero a sconfitta.
Pari merito in caso di pari punti.
Note:
L'Annunziata Ceccano ha scontato 2 punti di penalizzazione in classifica.
L'Aquila è stato poi riammesso nell'Interregionale di Prima Categoria.

## Girone H

### Classifica finale
|  | Pos. | Squadra                | Pt | G  | V  | N  | P  | GF | GS |
|  | ---- | ---------------------- | -- | -- | -- | -- | -- | -- | -- |
|  | 1.   | Marsala                | 54 | 34 | 24 | 6  | 4  | 69 | 14 |
|  | 2.   | Cirio                  | 49 | 34 | 23 | 3  | 8  | 75 | 34 |
|  | 3.   | Casertana              | 46 | 34 | 19 | 8  | 7  | 56 | 30 |
|  | 3.   | Cosenza                | 46 | 34 | 20 | 6  | 8  | 57 | 32 |
|  | 5.   | Trapani                | 42 | 34 | 17 | 8  | 9  | 57 | 32 |
|  | 5.   | Avellino               | 42 | 34 | 18 | 6  | 10 | 57 | 35 |
|  | 7.   | Matera                 | 40 | 34 | 15 | 10 | 9  | 35 | 34 |
|  | 8.   | Bagheria               | 34 | 34 | 12 | 10 | 12 | 42 | 40 |
|  | 9.   | Ragusa                 | 31 | 34 | 11 | 9  | 14 | 44 | 43 |
|  | 10.  | Crotone                | 30 | 34 | 9  | 12 | 13 | 47 | 40 |
|  | 11.  | Juventus Stabia        | 28 | 34 | 10 | 8  | 16 | 31 | 40 |
|  | 12.  | Ercolanese             | 27 | 34 | 8  | 11 | 15 | 46 | 58 |
|  | 13.  | Enna                   | 26 | 34 | 9  | 8  | 17 | 35 | 65 |
|  | 13.  | Taurianovese           | 26 | 34 | 11 | 4  | 19 | 32 | 64 |
|  | 15.  | Vigor Nicastro         | 25 | 34 | 9  | 7  | 18 | 37 | 56 |
|  | 16.  | Caltagirone            | 24 | 34 | 7  | 10 | 17 | 32 | 69 |
|  | 17.  | Sanvito Benevento      | 21 | 34 | 8  | 5  | 21 | 45 | 66 |
|  | 17.  | CRAL AERFER Pomigliano | 21 | 34 | 8  | 5  | 21 | 32 | 77 |

Legenda:
      Qualificato alla fase finale.
Le squadre giunte dal primo al quinto posto sono state ammesse all'Interregionale di Prima Categoria.
      Retrocesso nell'Interregionale di Seconda Categoria.
Regolamento:
Due punti a vittoria, uno a pareggio, zero a sconfitta.
Pari merito in caso di pari punti.

## Fase finale

### Eliminatorie

#### Area Nord-Ovest
|              | Risultati |                   | Luogo e data                         |
| ------------ | --------- | ----------------- | ------------------------------------ |
| Pro Vercelli | 3-1       | Marzoli Palazzolo | Vercelli, 9 giugno 1957              |
| M. Palazzolo | 1-0       | Pro Vercelli      | Palazzolo sull'Oglio, 16 giugno 1957 |
|              |           |                   |                                      |
| M. Palazzolo | 0-2       | Pro Vercelli      | Varese, 23 giugno 1957               |
|              |           |                   |                                      |

La ripetizione (terza gara in campo neutro), secondo le norme di allora fu necessaria a seguito del bilancio paritario avutosi fra andata e ritorno.

#### Area Nord-Est
| Sarom Ravenna | 3-0 | Belluno       | Ravenna, 9 giugno 1957  |  |  |  |  |
| Belluno       | 2-6 | Sarom Ravenna | Belluno, 16 giugno 1957 |  |  |  |  |
|               |     |               |                         |  |  |  |  |

#### Area Centro
|               | Risultati |               | Luogo e data           |
| ------------- | --------- | ------------- | ---------------------- |
| Chinotto Neri | 0-0       | Anconitana    | Roma, 9 giugno 1957    |
| Anconitana    | 0-1       | Chinotto Neri | Ancona, 16 giugno 1957 |
|               |           |               |                        |

#### Area Sud
|         | Risultati |         | Luogo e data           |
| ------- | --------- | ------- | ---------------------- |
| Marsala | 3-0       | Lecce   | Marsala, 9 giugno 1957 |
| Lecce   | 1-2       | Marsala | Lecce, 16 giugno 1957  |
|         |           |         |                        |

### Girone finale
|               | Risultati |               | Luogo e data            |
| ------------- | --------- | ------------- | ----------------------- |
| Pro Vercelli  | 1-1       | Sarom Ravenna | Cremona, 30 giugno 1957 |
| Marsala       | 2-1       | Chinotto Neri | Foggia, 30 giugno 1957  |
|               |           |               |                         |
| Pro Vercelli  | 3-1       | Marsala       | Roma, 7 luglio 1957     |
| Sarom Ravenna | 3-0       | Chinotto Neri | Livorno, 7 luglio 1957  |
|               |           |               |                         |
| Chinotto Neri | 5-0       | Pro Vercelli  | Pisa, 14 luglio 1957    |
| Sarom Ravenna | 3-1       | Marsala       | Napoli, 14 luglio 1957  |
|               |           |               |                         |

#### Spareggio promozione
|               | Risultati |         | Luogo e data            |
| ------------- | --------- | ------- | ----------------------- |
| Chinotto Neri | 1 - 0     | Marsala | Salerno, 21 luglio 1957 |
|               |           |         |                         |

#### Classifica
|  | Pos. | Squadra       | Pt | G | V | N | P | GF | GS |
|  | ---- | ------------- | -- | - | - | - | - | -- | -- |
|  | 1.   | Sarom Ravenna | 5  | 3 | 2 | 1 | 0 | 7  | 2  |
|  | 2.   | Pro Vercelli  | 3  | 3 | 1 | 1 | 1 | 4  | 7  |
|  | 3.   | Chinotto Neri | 2  | 3 | 1 | 0 | 2 | 6  | 5  |
|  | 4.   | Marsala       | 2  | 3 | 1 | 0 | 2 | 4  | 7  |

Legenda:
      Promosso in Serie C 1957-1958.
 Campione nazionale di categoria.
Regolamento:
Due punti a vittoria, uno a pareggio, zero a sconfitta.
Pari merito in caso di pari punti.